# Prêmio Wolf de Medicina
O Prêmio Wolf de Medicina é concedido uma vez por ano pela Fundação Wolf em Israel. É um dos seis Prêmios Wolf estabelecidos pela Fundação e concedidos desde 1978; os demais são o Prêmio Wolf de Agronomia, Prêmio Wolf de Química, Prêmio Wolf de Matemática, Prêmio Wolf de Física e Prêmio Wolf de Artes. O prêmio foi declarado como o segundo prêmio de maior prestígio em ciência e um preditor significativo do Prêmio Nobel.

## Laureados[3]
| Ano    | Nome                                            | País                                                    | Citação |
| ------ | ----------------------------------------------- | ------------------------------------------------------- | --- |
| 1978   | George Davis Snell                              | Estados Unidos                                          | pela descoberta de antígenos H-2, que codificam os principais antígenos de transplante e o início da resposta imune. |
| 1978   | Jean Dausset                                    | França                                                  | por descobrir o sistema HL-A, o maior complexo de histocompatibilidade do homem e seu papel primordial no transplante de órgãos. |
| 1978   | Jon van Rood                                    | Países Baixos                                           | por sua contribuição para a compreensão da complexidade do sistema HL-A no homem e suas implicações no transplante e na doença. |
| 1979   | Roger Sperry                                    | Estados Unidos                                          | por seus estudos sobre a diferenciação funcional dos hemisférios direito e esquerdo do cérebro. |
| 1979   | Arvid Carlsson                                  | Suécia                                                  | por seu trabalho que estabeleceu o papel da dopamina como neurotransmissor. |
| 1979   | Oleh Hornykiewicz                               | Áustria                                                 | por abrir uma nova abordagem no controle da doença de Parkinson pela L-Dopa. |
| 1980   | César Milstein Leo Sachs James Learmonth Gowans | Argentina / Reino Unido; · Israel; · Reino Unido        | por suas contribuições para o conhecimento da função e disfunção das células do corpo por meio de seus estudos sobre o papel imunológico dos linfócitos, o desenvolvimento de anticorpos específicos e a elucidação dos mecanismos que regem o controle e diferenciação das células normais e cancerosas. |
| 1981   | Barbara McClintock                              | Estados Unidos                                          | por suas contribuições imaginativas e importantes para nossa compreensão do comportamento e função da estrutura cromossômica, e por sua identificação e descrição de elementos genéticos (móveis) transponíveis.                                                                                          |
| 1981   | Stanley Norman Cohen                            | Estados Unidos                                          | por seus conceitos subjacentes à engenharia genética; por construir um plasmídeo híbrido biologicamente funcional e por alcançar a expressão real de um gene estranho implantado em E. coli pelo método de DNA recombinante.                                                                              |
| 1982   | Jean-Pierre Changeux                            | França                                                  | pelo isolamento, purificação e caracterização do receptor de acetilcolina. |
| 1982   | Solomon Halbert Snyder                          | Estados Unidos                                          | pelo desenvolvimento de maneiras de rotular receptores de neurotransmissores que fornecem ferramentas para descrever suas propriedades. |
| 1982   | James Black                                     | Reino Unido                                             | por desenvolver agentes que bloqueiam os receptores beta adrenérgicos e de histamina. |
| 1983/4 | Não houve premiação                             |                                                         | |
| 1984/5 | Donald Frederick Steiner                        | Estados Unidos                                          | por suas descobertas relativas à biossíntese e processamento da insulina, que tiveram profundas implicações para a biologia básica e a medicina clínica. |
| 1986   | Osamu Hayaishi                                  | Japão                                                   | por sua descoberta das enzimas oxigenases e elucidação de sua estrutura e importância biológica. |
| 1987   | Pedro Cuatrecasas Meir Wilchek                  | Estados Unidos · Israel                                 | pela invenção e desenvolvimento de cromatografia de afinidade e suas aplicações às ciências biomédicas. |
| 1988   | Henri-Géry Hers Elizabeth Neufeld               | Bélgica · Estados Unidos                                | pela elucidação bioquímica de doenças de armazenamento lisossomal e as contribuições resultantes para a biologia, patologia, diagnóstico pré-natal e terapêutica. |
| 1989   | John Gurdon                                     | Reino Unido                                             | por sua introdução do oócito xenopus na biologia molecular e sua demonstração de que o núcleo de uma célula diferenciada e do ovo diferem na expressão, mas não no conteúdo do material genético. |
| 1989   | Edward Lewis                                    | Estados Unidos                                          | por sua demonstração e exploração do controle genético do desenvolvimento de segmentos corporais por genes homeóticos. |
| 1990   | Maclyn McCarty                                  | Estados Unidos                                          | por sua participação na demonstração de que o fator de transformação em bactérias se deve ao ácido desoxirribonucléico (DNA) e a concomitante descoberta de que o material genético é composto por DNA.                                                                                                   |
| 1991   | Seymour Benzer                                  | Estados Unidos                                          | por ter gerado um novo campo da neurogenética molecular por suas pesquisas pioneiras sobre a dissecção do sistema nervoso e do comportamento por mutações genéticas. |
| 1992   | Judah Folkman                                   | Estados Unidos                                          | por suas descobertas que deram origem ao conceito e desenvolveram o campo da pesquisa da angiogênese. |
| 1993   | Não houve premiação                             |                                                         | |
| 1994/5 | Michael Berridge Yasutomi Nishizuka             | Reino Unido · Japão                                     | por suas descobertas sobre a sinalização transmembrana celular envolvendo fosfolipídios e cálcio. |
| 1995/6 | Stanley Prusiner                                | Estados Unidos                                          | por descobrir os príons, uma nova classe de patógenos que causam doenças neurodegenerativas importantes, induzindo mudanças na estrutura das proteínas. |
| 1997   | Mary Frances Lyon                               | Reino Unido                                             | por sua hipótese sobre a inativação aleatória de cromossomos X em mamíferos. |
| 1998   | Michael Sela Ruth Arnon                         | Israel · Israel                                         | por suas grandes descobertas no campo da imunologia. |
| 1999   | Eric Kandel                                     | Estados Unidos                                          | pela elucidação dos mecanismos organísmicos, celulares e moleculares, pelos quais a memória de curto prazo é convertida em uma forma de longo prazo. |
| 2000   | Não houve premiação                             |                                                         | |
| 2001   | Avram Hershko Alexander Varshavsky              | Israel; · Rússia / Estados Unidos                       | pela descoberta do sistema ubiquitina de degradação intracelular de proteínas e as funções cruciais deste sistema na regulação celular. |
| 2002/3 | Ralph Lawrence Brinster                         | Estados Unidos                                          | pelo desenvolvimento de procedimentos de manipulação de óvulos e embriões de camundongos, o que possibilitou a transgênese e suas aplicações em camundongos. |
| 2002/3 | Mario Capecchi Oliver Smithies                  | Itália / Estados Unidos; · Reino Unido / Estados Unidos | por suas contribuições para o desenvolvimento de marcação de genes, permitindo a elucidação da função do gene em camundongos. |
| 2004   | Robert Allan Weinberg                           | Estados Unidos                                          | por sua descoberta de que as células cancerosas, incluindo as células tumorais humanas, carregam oncogenes-genes mutados somaticamente que operam para impulsionar sua proliferação maligna. |
| 2004   | Roger Tsien                                     | Estados Unidos                                          | por sua contribuição seminal para o design e aplicação biológica de novas moléculas fluorescentes e fotolábeis para analisar e perturbar a transdução de sinal celular. |
| 2005   | Alexander Levitzki                              | Israel                                                  | pela terapia de transdução de sinal pioneira e pelo desenvolvimento de inibidores da tirosina quinase como agentes eficazes contra o câncer e uma série de outras doenças. |
| 2005   | Anthony Rex Hunter                              | Reino Unido / Estados Unidos                            | pela descoberta de proteínas quinases que fosforilam resíduos de tirosina em proteínas, essenciais para a regulação de uma ampla variedade de eventos celulares, incluindo transformação maligna. |
| 2005   | Anthony Pawson                                  | Reino Unido / Canadá                                    | por sua descoberta de domínios de proteína essenciais para mediar interações proteína-proteína em vias de sinalização celular, e os insights que esta pesquisa forneceu sobre o câncer. |
| 2006/7 | Não houve premiação                             |                                                         | |
| 2008   | Howard Cedar Aharon Razin                       | Estados Unidos · Israel                                 | por suas contribuições fundamentais para nossa compreensão do papel da metilação do DNA no controle da expressão gênica. |
| 2009   | Não houve premiação                             |                                                         | |
| 2010   | Axel Ullrich                                    | Alemanha                                                | por pesquisas inovadoras sobre o câncer que levaram ao desenvolvimento de novos medicamentos. |
| 2011   | Shinya Yamanaka Rudolf Jaenisch                 | Japão; · Alemanha / Estados Unidos                      | pela geração de células-tronco pluripotentes induzidas (células iPS) a partir de células da pele (SY) e demonstração de que as células iPS podem ser utilizadas para curar doenças genéticas em mamíferos, estabelecendo assim seu potencial terapêutico (RJ).                                            |
| 2012   | Ronald Mark Evans                               | Estados Unidos                                          | por sua descoberta da superfamília de genes codificando receptores nucleares e elucidando o mecanismo de ação dessa classe de receptores. |
| 2013   | Não houve premiação                             |                                                         | |
| 2014   | Nahum Sonenberg                                 | Israel / Canadá                                         | por sua descoberta das proteínas que controlam o mecanismo de expressão de proteínas e seu funcionamento. |
| 2014   | Gary Ruvkun Victor Ambros                       | Estados Unidos; · Estados Unidos                        | pela descoberta de moléculas de micro-RNA que desempenham um papel fundamental no controle da expressão gênica em processos naturais e no desenvolvimento de doenças. |
| 2015   | John Kappler Philippa Marrack                   | Estados Unidos; · Estados Unidos                        | para contribuições importantes para a compreensão das principais moléculas específicas do antígeno, o receptor de células T para antígenos e anticorpos e como essas moléculas participam do reconhecimento imunológico e da função efetora.                                                              |
| 2015   | Jeffrey Ravetch                                 | Estados Unidos                                          | para contribuições importantes para a compreensão das principais moléculas específicas do antígeno, o receptor de células T para antígenos e anticorpos e como essas moléculas participam do reconhecimento imunológico e da função efetora.                                                              |
| 2016   | Carl Ronald Kahn                                | Estados Unidos                                          | por estudos pioneiros definindo a sinalização da insulina e suas alterações na doença. |
| 2016   | Lewis Cantley                                   | Estados Unidos                                          | pela descoberta de fosfoinositide-3 quinases e seus papéis na fisiologia e na doença. |
| 2017   | James Patrick Allison                           | Estados Unidos                                          | por uma revolução no tratamento do câncer devido à descoberta da barreira do controle imunológico. |
| 2018   | Não houve premiação                             |                                                         | |
| 2019   | Jeffrey Michael Friedman                        | Estados Unidos                                          | pela descoberta da leptina e do sistema endócrino totalmente novo que controla o peso corporal (e muitos outros processos). |
| 2020   | Emmanuelle Charpentier                          | França                                                  | por decifrar e redirecionar o sistema imunológico CRISPR/Cas9 bacteriano para edição do genoma. |
| 2020   | Jennifer Doudna                                 | Estados Unidos                                          | por revelar o mecanismo revolucionário da medicina da imunidade bacteriana por meio da edição do genoma guiada por RNA. |
| 2021   | Joan A. Steitz                                  | Estados Unidos                                          | por suas muitas contribuições fundamentais para o campo da biologia do RNA. |
| 2021   | Lynne Elizabeth Maquat                          | Estados Unidos                                          | por descobrir um mecanismo que destrói o RNA mensageiro mutante nas células, decaimento do mRNA mediado por nonsense. |
| 2021   | Adrian Robert Krainer                           | Uruguai / Estados Unidos                                | por suas descobertas mecanicistas fundamentais sobre o splicing de RNA, levando ao primeiro tratamento mundial para atrofia muscular espinhal ("spinal muscular atrophy" - SMA). |